# Bandera Bicentenario

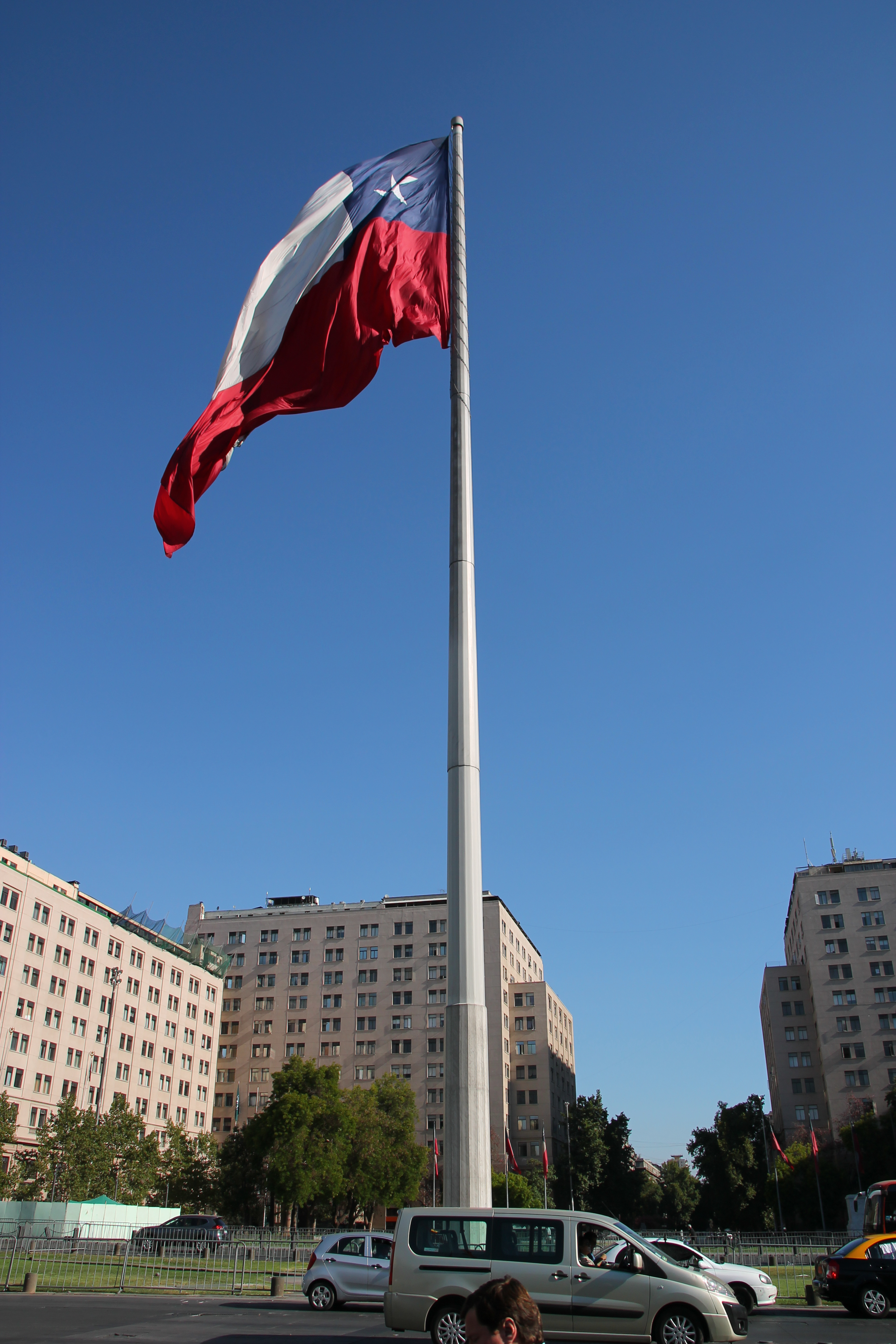
Bandera Bicentenario, en 2019.

La Bandera Bicentenario es un pabellón chileno monumental situada en el bandejón central de la Alameda del Libertador Bernardo O'Higgins, en la Plaza de la Ciudadanía, ubicada en la ciudad de Santiago, capital de Chile.

## Historia
Fue inaugurada el 17 de septiembre de 2010, en conmemoración de los 200 años del inicio de la independencia de Chile e izada por primera vez por un grupo de niños de las distintas regiones del país.
Confeccionada en Estados Unidos y elaborada en nailon, mide 27 m de largo y 18 m de ancho. Es sostenida por un mástil de acero galvanizado de 61 m, compuesto por seis secciones cónicas de 12 m unidas a presión desde su interior. Su fundación rodea la línea 1 del Metro y posee una profundidad de 18 m.
El mástil tiene una base de mármol que lleva la inscripción «Con motivo del Bicentenario se erige esta bandera que flameará al viento como símbolo de unidad entre los chilenos, compromiso con la libertad y esperanza en el futuro», firmada por el presidente Sebastián Piñera.
Cada primer domingo de mes, esta bandera se iza en ceremonia solemne, la que se efectúa al mediodía. El himno nacional de Chile siempre es interpretado por la Banda Instrumental Montada del Regimiento de Caballería y Escolta Presidencial «Granaderos». Al izamiento, siempre prosigue un desfile de honor. El acto de izar esta bandera cada mes es realizado por instituciones de las Fuerzas Armadas, de Orden u organismos del Estado que estén de aniversario durante el mes en curso.